# ヨハン・フランツ・エンケ
ヨハン・フランツ・エンケ（独: Johann Franz Encke, 1791年9月23日 - 1865年8月26日）は、ドイツの天文学者である。エンケ彗星の軌道を求めた業績などで知られる。

## 生涯
エンケはドイツのハンブルクに生まれ、ヨハネウム学院に学んだ。1811年からゲッティンゲン大学でカール・フリードリヒ・ガウスの下で数学と天文学を学んだが、1813年から1814年にかけてのナポレオン戦争のドイツ・フランス戦役ではハンザ都市軍の一員として彼も従軍し、1815年にはプロイセン軍の砲兵隊中尉となった。1816年にゲッティンゲンに戻るとすぐにゴータ近くのゼーベルク天文台でベルンハルト・フォン・リンデナウの助手に採用された。
この天文台でエンケは1680年に出現した彗星の研究を完成させ、この業績によって1817年に Cotta prize を受賞した。また彼は1812年に出現した彗星が71年の軌道周期を持つことを正しく示した。この彗星は今日ではポンス・ブルックス彗星と呼ばれている。
この頃彼は、1818年に発見された3個の彗星のうちの一つが1805年にジャン＝ルイ・ポンによって発見された彗星と同じものではないかというポンの示唆を受けて、この彗星の軌道要素の計算を始めた。当時知られていた周期彗星は全て70年以上の周期を持ち、遠日点が天王星の軌道を大きく超えるものばかりであった。こうした彗星の中で最も有名なハレー彗星の周期は76年である。そのため、エンケの計算で得られたポンの彗星の軌道は衝撃的なものだった。エンケの計算ではこの彗星の周期は3.3年で、その遠日点は木星軌道の内側にあった。エンケはこの彗星の次の回帰を1822年と予測したが、この出現が観測できたのは南半球のみで、オーストラリアの K. Ruemker によって観測された。さらにこの彗星はかつて1786年にピエール・メシャンによって、また1795年にキャロライン・ハーシェルによって観測された彗星と同じものであることが確かめられた。
エンケは自分の計算結果をガウスやヴィルヘルム・オルバース、フリードリヒ・ヴィルヘルム・ベッセルに覚書として送った。この覚書はガウスによって公開され、エンケは短周期彗星の発見者として有名になった。短周期彗星の最初の例となったこの彗星は彼にちなんでエンケ彗星と命名された。この彗星は発見者でなく軌道計算者の名前が付けられた数少ない彗星の一つである。後にこのエンケ彗星はおうし座流星群の母彗星であることが判明した。
軌道計算に基づいて彗星の回帰を予測するエンケの手法の重要性を称えて、1824年にエンケにイギリス王立天文学会ゴールドメダルが授与された。この年にエンケは書店の娘だったアマリー・ベッカーと結婚し、彼らは3人の息子と2人の娘をもうけた。1825年王立協会フェロー選出。
1829年から1859年にかけて、エンケは8編の優れた学術論文を執筆し、Berlin Abhandlungen 誌に発表した。また1822年から1824年には、1761年と1769年に起こった金星の日面通過の観測データに基づく議論から太陽視差を8.57秒角と求めた。この値は信頼できる数値として長い間用いられた。
1822年にエンケはゼーベルク天文台長に就任した。1825年にはエンケの監督の下にアレクサンダー・フォン・フンボルトやプロイセン国王フリードリヒ・ヴィルヘルム3世の援助を受けてベルリンに建設され、1835年に正式に発足した新天文台の台長に推薦された。
1830年から1859年にかけてエンケはベルリン・アカデミーでの星図出版の指揮を執り、同じ1830年からは Astronomisches Jahrbuch（『天文学年鑑』）の編集と大改訂にも携わった。1840年から1857年にかけては全4巻の Astronomische Beobachtungen（『天体観測』）をベルリン天文台から出版した。これ以降の時代、エンケは短周期彗星や小惑星の発見や軌道決定に携わるようになった。1837年には土星のA環の明るさに広い変化があることを発見したと記述している。彼の土星の環の観測に敬意を表して、1888年にジェームズ・エドワード・キーラーが発見したA環の隙間に対してエンケの間隙という名前が付けられている。
1844年にエンケはベルリン大学の天文学教授に就任した。ここで彼は小惑星の運動の計算を簡略化する方法の研究に多くの時間を費やした。この研究に基づいて1849年にはベルリン・アカデミーで、3回の観測データから天体の楕円軌道を決定する手法についての解説を行なった。また1851年には、直角座標を用いて惑星の摂動を計算する新しい手法についても発表している。
エンケは1840年にイギリスを訪れている。1863年11月には初期の脳疾患を発症したために公職から退かざるを得なくなった。しかしその後も彼は1865年8月26日にベルリン市のシュパンダウでその生涯を閉じるまで、終身ベルリン天文台長の職にあった。エンケの死後、後任にはウィルヘルム・ユリウス・フォースターが就任した。
エンケは天文学分野における論文誌や観測回報等の定期刊行物の出版に大きく貢献した。また、1824年と1830年の2回、王立天文学会ゴールドメダルを受賞している。1828年にはロイヤル・メダルを受賞している。

## エポニム
- 月のエンケクレーター
- 小惑星(9134)エンケ